# BILD.Macht.Deutschland?
In BILD.Macht.Deutschland? begleitete ein Kamerateam 2019 und 2020  Reporter und Mitarbeiter der Bild-Zeitung.
Neben Reportagen im Studio und vor Ort, werden auch Konferenzen und Recherchen mit der Kamera begleitet.
Zu einigen Szenen werden Kommentare von verschiedenen Mitarbeitern gegengeschnitten, unter anderem vom damaligen Bild-Chefredakteur Julian Reichelt und dem stellvertretenden Chefredakteur Paul Ronzheimer.

## Rezeption
Die Serie erhielt gemischte Resonanz. Vorgeworfen wurde der Dokumentation, es Bild zu ermöglichen sich selbst darzustellen, ohne Kritik fürchten zu müssen. Eine weitere Kritik ist, dass die „schmutzigsten Maschen“ der Zeitung in der Doku außen vor gelassen werden.